# Scrophularia domingensis
Scrophularia domingensis är en flenörtsväxtart som beskrevs av Ignatz Urban. Scrophularia domingensis ingår i släktet flenörter, och familjen flenörtsväxter. Inga underarter finns listade i Catalogue of Life.